# 第43回ASEAN首脳会合
第43回ASEAN首脳会合（英: 43rd ASEAN Summit）は、2023年9月5日から9月7日まで開催されたASEAN首脳会合。この年の議長国はインドネシアで同年2回目の開催となる。開催地は同国の首都・ジャカルタ。2021年のクーデター（2021年ミャンマークーデター）により軍主体の暫定政府による統治が続くミャンマーの情勢に関する議論や、中国政府が同年8月下旬に発表した新しい国土地図に関する議論を含む南シナ海の情勢についての議論がなされたほか、日中韓の3国を交えて行う「ASEANプラス3」の会談や東アジアサミット（EAS）なども併せて行われた。なお、前月に就任したばかりのカンボジアのフン・マネット首相にとっては初の国際舞台となった。

## 概要
東南アジアで問題となっている2021年にクーデター（2021年ミャンマークーデター）が起こったミャンマーの情勢、及び中国を含めた南シナ海の領土や権益に関する問題を中心に議論が行われた。
開会前日（9月4日）には加盟国の外相による会合も開かれたが、そこでもアウンサンスーチーへの恩赦や、駐ミャンマー東ティモール臨時代理大使の国外追放処分などのミャンマー情勢に関する内容を中心に協議したとみられている。軍事政権（ミャンマー連邦共和国暫定政府）による統治がなおも続いているミャンマーは引き続き招待されず、ミャンマーが担当となるはずであった2026年の議長国は27年に議長国となる予定だったフィリピンが担当することになった。会期最終日の9月7日に現地で会見をしたアントニオ・グテーレス国連事務総長は政情不安が続く同国の情勢について、「民主化に向けた政治的な解決を希望する」と述べた。
南シナ海に関しては、首脳会談の前月に中国（中華人民共和国）が公表した「2023年版標準地図」にて係争地やASEAN加盟国を含む他国の排他的経済水域（EEZ）と重なる水域が一方的な主張に基づき中国領とされていた件を受けて、各国が抗議の意思を表明していたが、5日の会談での議長声明（翌6日公表）には地図について触れた文言は盛り込まれず、「信頼関係の構築が重要だ」と訴えて紛争回避のための「行動規範」を早期に策定することを目指すとするにとどめた。
日中韓の代表を交えて行った「ASEAN+3」には日本から岸田文雄内閣総理大臣、韓国から尹錫悦大統領、中国から李強国務院総理（首相）が参加した。日本との会談では相互の関係を「包括的戦略的パートナーシップ」に格上げする共同声明が採択された。また、中国とは南シナ海問題についての議論がなされたとの報道がある。会談中には、岸田総理と李首相の2人が福島第一原子力発電所の処理水放出や、それに対する中国の対応をめぐって応酬になった。一連の会談の一部にはアメリカ合衆国からカマラ・ハリス副大統領も参加し、7日の会談では「東シナ海と南シナ海での航行と飛行の自由は尊重されるべきで、争いは国際法に基づいて平和的に解決されなければならない」と中国を牽制しながら、ロシアのウクライナ侵攻に対する非難も行った。

## 首脳一覧
会談開催時の首脳の一覧。国名下の日付は首脳の就任日を示している。
      議長国（2023年）
| 加盟国                                                               | 首脳                                                          | 加盟国                                    | 首脳                                                                       | 加盟国                               | 首脳                                                          |
| -------------------------------------------------------------------- | ------------------------------------------------------------- | ----------------------------------------- | -------------------------------------------------------------------------- | ------------------------------------ | ------------------------------------------------------------- |
| 東南アジア諸国連合2023年1月9日就任                                   | 東南アジア諸国連合事務総長 カオ・キム・ホルン （ カンボジア） | ブルネイ・ダルサラーム国 1984年1月7日即位 | スルタン ハサナル・ボルキア （ボルキア家）                                 | カンボジア王国 2023年8月22日就任     | 首相 フン・マネット （カンボジア人民党）                      |
| インドネシア共和国 2014年10月20日就任                                | 大統領 ジョコ・ウィドド （インドネシア民主党）                | ラオス人民民主共和国 2022年12月30日就任   | 首相 ソーンサイ・シーパンドーン （ラオス人民革命党）                       | マレーシア 2022年11月24日就任        | 首相 アンワル・イブラヒム （パカタン・ハラパン - 人民正義党） |
| ミャンマー連邦共和国 2021年2月2日就任 （ただし今会談には招待されず） | 首相 ミン・アウン・フライン （ミャンマー軍）                  | フィリピン共和国 2022年6月30日就任        | 大統領 フェルディナンド・ロムアルデス・マルコス・ジュニア フィリピン連邦党 | シンガポール共和国 2004年8月12日就任 | 首相 リー・シェンロン （人民行動党）                          |
| タイ王国 2023年8月22日就任                                           | 首相 セター・タウィーシン （タイ貢献党）                      | ベトナム社会主義共和国 2021年4月5日就任   | 首相 ファム・ミン・チン （ベトナム共産党）                                 |                                      |                                                               |

## タイムライン

### 会談前

#### 8月30日
- マレーシア外務省が、中国が公表した「2023年版標準地図」で、ボルネオ島（Borneo Island、カリマンタン島とも）のマレーシアのサバ州・サワラク州沿岸の排他的経済水域（EEZ）と重なる水域が一方的な主張に基づき中国領とされていることを受け、「中国の領有権主張は認めない」とし南シナ海における領有権問題は「複雑かつ微妙」だとしながら、国際法に基づき「対話を通じて平和裏に、かつ合理的な形で取り扱う」必要があると主張し抗議の意思を表明[10]。

#### 9月1日
- 中国外務省（中華人民共和国外交部）がASEAN関連首脳会議に出席するため李強首相が同月5～8日にインドネシアを訪れると発表[19]。国家主席の習近平はASEAN首脳会談のみならず、初回より参加していた同月のG20サミット（第18回20か国・地域首脳会合）も初めて欠席している[20]。

#### 9月4日
- 加盟国の外相による会議がジャカルタで開幕[8]。政情不安が続くミャンマーの民主化指導者アウンサンスーチー氏を減刑した恩赦や、駐ミャンマー東ティモール臨時代理大使の国外追放処分になどについて各国外相らが意見を交わしたとみられ、インドネシアのルトノ（ルトノ・マルスディ）外相は「この地域は多くの困難な状況に直面しているが、ASEANが屈することはない」「ASEANが地域の平和や安定、繁栄に貢献できるのか、人々の目がわれわれに注がれている」「平和的かつ永続的な解決を保証できたときに、ASEANは前に進むことができる」と強調した[8]。

### 会期中

#### 9月5日
- 首脳会議が開幕。前日の外相会議での議論も踏まえ、政情不安が続くミャンマー問題などを協議したほか、中国政府が8月下旬に発表した新しい国土地図についても一部のASEAN加盟国は領海が中国領とされていると反発しており、意見を交換したとされる[3]。議長国インドネシアのジョコ大統領は、ミャンマー問題について「暴力の即時停止などを求めたASEANとミャンマー国軍の5項目の合意事項の履行が基本路線だ」と強調し、議長国として今年初めから70人の関係者と接触してきたと明らかにした[3]。なお2026年の議長国は、ミャンマーに代わり2027年に議長国となる予定だったフィリピンに決まった[3]。

#### 9月6日
- 5日に開かれた首脳会議の議長声明が発表される[11]。南シナ海問題では中国政府が大半を自国の領海とした新地図には触れず「信頼関係の構築が重要だ」と訴えるに留め、紛争回避のための「行動規範」を早期に策定することを目指すとした[11]。
- 日本・韓国・中国（中華人民共和国）との会合（ASEANプラス3）が開かれる。日韓からは首脳が参加したが、中国からは国務院総理（首相に相当）の李強が参加した。
  - 日本との会合では相互の関係を「包括的戦略的パートナーシップ」に格上げする共同声明が採択される[12]。岸田文雄首相は、会議で東・南シナ海で覇権主義的な動きを強める中国を念頭に「世界のどこであっても力による一方的な現状変更の試みを許してはならない」と強調し、海洋分野での連携強化を訴えたほか、北朝鮮の核・ミサイル開発への深刻な懸念を表明するとともに拉致問題解決への協力を要請した[12]。また、ミャンマー情勢への懸念を共有した[12]。
  - 会談の冒頭で李強首相は、「誤解や利害の相違、あるいは外部からの干渉によって、国家間に意見の対立や論争が生じるかもしれない」とした上で、「相違を制御不能としないために今肝要なのは、一方の側につくことに反対し、ブロック同士の対立に反対し、新たな冷戦に反対することだ」と述べた[15]。
  - 尹大統領は「国際社会の平和を害する北朝鮮（朝鮮民主主義人民共和国）との軍事協力の試みは直ちに中断しなければならない」と述べたほか、「南シナ海の平和と安定がインド太平洋地域の繁栄に必要だ」と語り、海洋安全保障の協力を強化していく考えも示した[21]。

#### 9月7日
- 日本のほか、米国やロシア・中国などもメンバーとなっている東アジアサミット（EAS）がジャカルタで開催される[5]。ジョコ（ジョコ・ウィドド）大統領は総括記者会見で「各国のリーダーはこの地域に平和と安定、繁栄をもたらす大きな責任がある」と強調し、首脳らに対立解消に向けて努力するよう訴えた[5]。米国のハリス（カマラ・ハリス）副大統領は「東シナ海と南シナ海での航行と飛行の自由は尊重されるべきで、争いは国際法に基づいて平和的に解決されなければならない」と中国をけん制し、ロシアのウクライナ侵攻も非難した[5]。また、中国の李強首相は南シナ海での紛争を避けるための「行動規範」の策定をASEANと共に「積極的に推進している」と説明し、その上で「域外国には交渉努力を十分に尊重することを期待する」と述べて米国を念頭に問題に介入しないよう求めた[5]。
  - EASの後、岸田総理はジョコ大統領及びカンボジアのフン・マネット首相と会談し、最後にASEAN関連首脳会議等についての会見を行った[22]。
- 国連（国際連合）のグテレス事務総長がジャカルタの会場で記者会見[9]。政情不安が続くミャンマー問題について「ASEANの新たな対応方法で、解決への道筋が付くことを期待している」「来年は議長国ラオスだけでなく、今年の議長国インドネシア、2025年のマレーシアも加わり、トロイカ体制で臨むことになる。民主化に向けた政治的な解決を希望する」と語った[9]。
- オーストラリアのアルバニージー首相が中国の李強首相とジャカルタで会談[23]。李氏は「両国関係をさらに改善させ、協力したい」と述べ訪中を招請したのに対し、アルバニージー氏は「招待に感謝する。年内の互いに合意できる時期に訪問したい」と応じた。またアルバニージーは中国が8月に豪産大麦の輸入制限を解除したことについて「両国にとって良いことだ」と評価し、さらに「進展が続くことを望んでいる」と述べ、制限が続くワインや海産物などの貿易を速やかに再開するよう促した[23]。
- 韓国の尹錫悦大統領がジャカルタで中国の李強首相と会談[24]。尹氏は中国が北朝鮮の核問題で国連安保理常任理事国として役割を果たすよう促したほか、聯合ニュースによると日中韓首脳会談について「早期に韓国で開催できるよう協力してほしい」と呼び掛け、これに対し李氏は「積極的に対応する」と述べたという[24]。
- ハリス米副大統領がジャカルタにて北朝鮮によるウクライナ侵攻を続けるロシアへの軍事支援について「弾薬を供給するという考えは大きな間違いだ。ロシアにとっても北朝鮮にとっても、孤立を深めることになると確信している」と語った[25]。